# Глушки (Свічинський район)
Глушки́ (рос. Глушки) — присілок у складі Свічинського району Кіровської області, Росія. Входить до складу Свічинського міського поселення.
Населення становить 144 особи (2010, 141 у 2002).
Національний склад станом на 2002 рік — росіяни 98 %.